# 김태수 (1905년)
김태수(金泰洙, 1905년 충무 ~ 1970년 8월 14일)는 대한민국의 정치인이다. 제헌 국회의원을 지냈다.

## 학력
- 오산고등보통학교 졸업

## 역대 선거 결과
|  | 25.04% |

|  | 5.69% |

## 참고자료
- 《대한민국 의정총람》, 국회의원총람발간위원회, 1994년
- 김태수 - 대한민국헌정회